# Brachythecium helminthocladum
Brachythecium helminthocladum är en bladmossart som beskrevs av Brotherus och Jean Édouard Gabriel Narcisse Paris 1904. Brachythecium helminthocladum ingår i släktet gräsmossor, och familjen Brachytheciaceae. Inga underarter finns listade i Catalogue of Life.